# Hunyuan

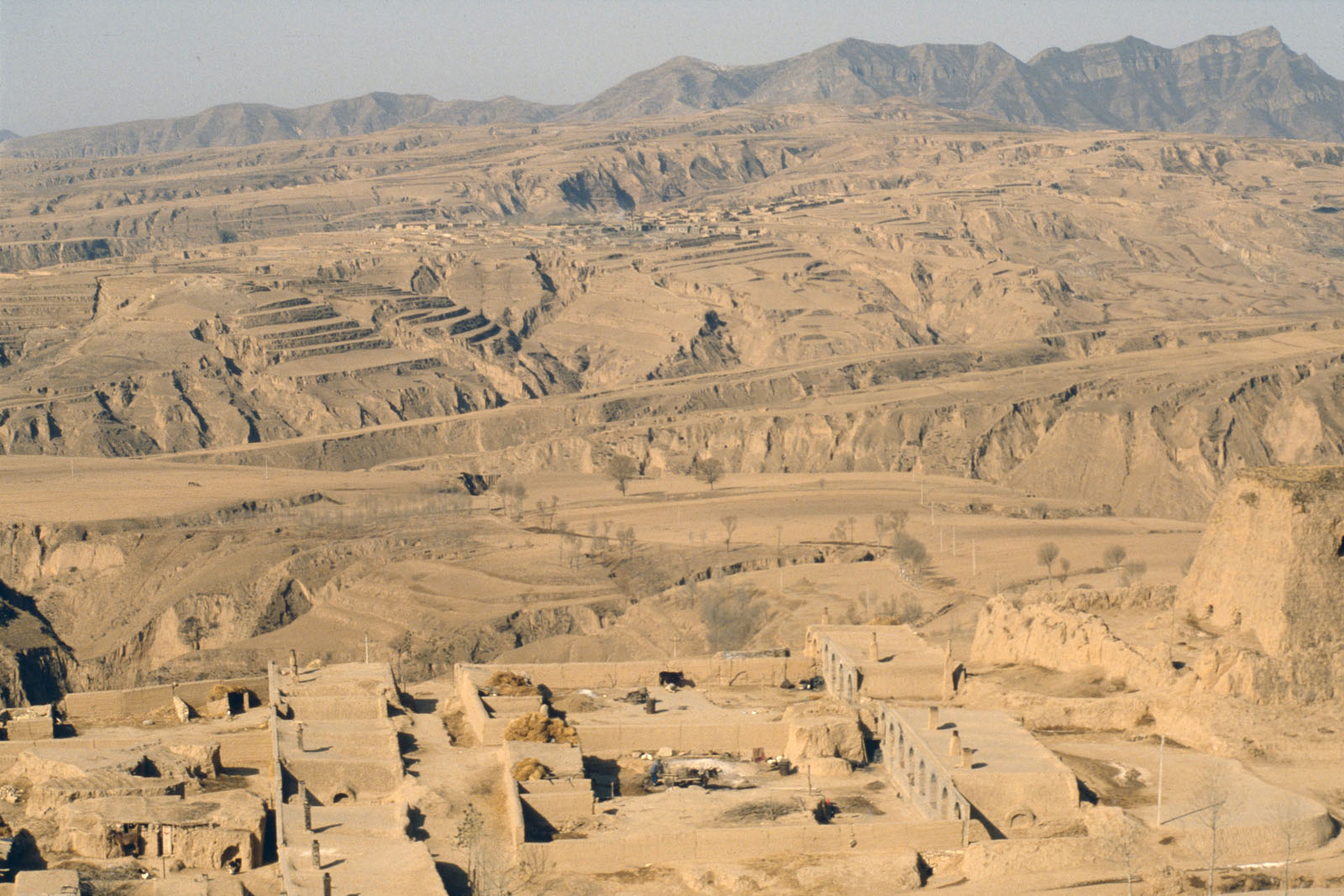
Lösslandschaft bei Hunyuan

Hunyuan (chinesisch 渾源縣 / 浑源县, Pinyin Húnyuán Xiàn) ist ein chinesischer Kreis der bezirksfreien Stadt Datong in der Provinz Shanxi. Er hat eine Fläche von 1.939 km² und zählt 237.749 Einwohner (Stand: Zensus 2020).

## Historische Stätten in Hunyuan
Auf dem Gebiet des Kreises befinden sich der Xuankong-Tempel (懸空寺 / 悬空寺,  Xuánkōng Sì), eine etwa 1500 Jahre alte „hängende“ Klosteranlage, gebaut senkrecht an einer Felswand, der Tempel des buddhistischen Jingzhuang Dayun-Klosters (荊莊大雲寺大雄寶殿 / 荆庄大云寺大雄宝殿,  Jīngzhuāng Dàyún Sì Dàxióngbǎodiàn), die Grabstätte von Li Yumei (栗毓美陵園 / 栗毓美陵园,  Lì Yùměi Língyuán), ein berühmter kaiserlicher Beamter der Qing-Zeit, und der Yong'an-Tempel von Hunyuan (渾源永安寺 / 浑源永安寺,  Húnyuán Yǒng'ān Sì), die auf der Liste der Denkmäler der Volksrepublik China stehen.

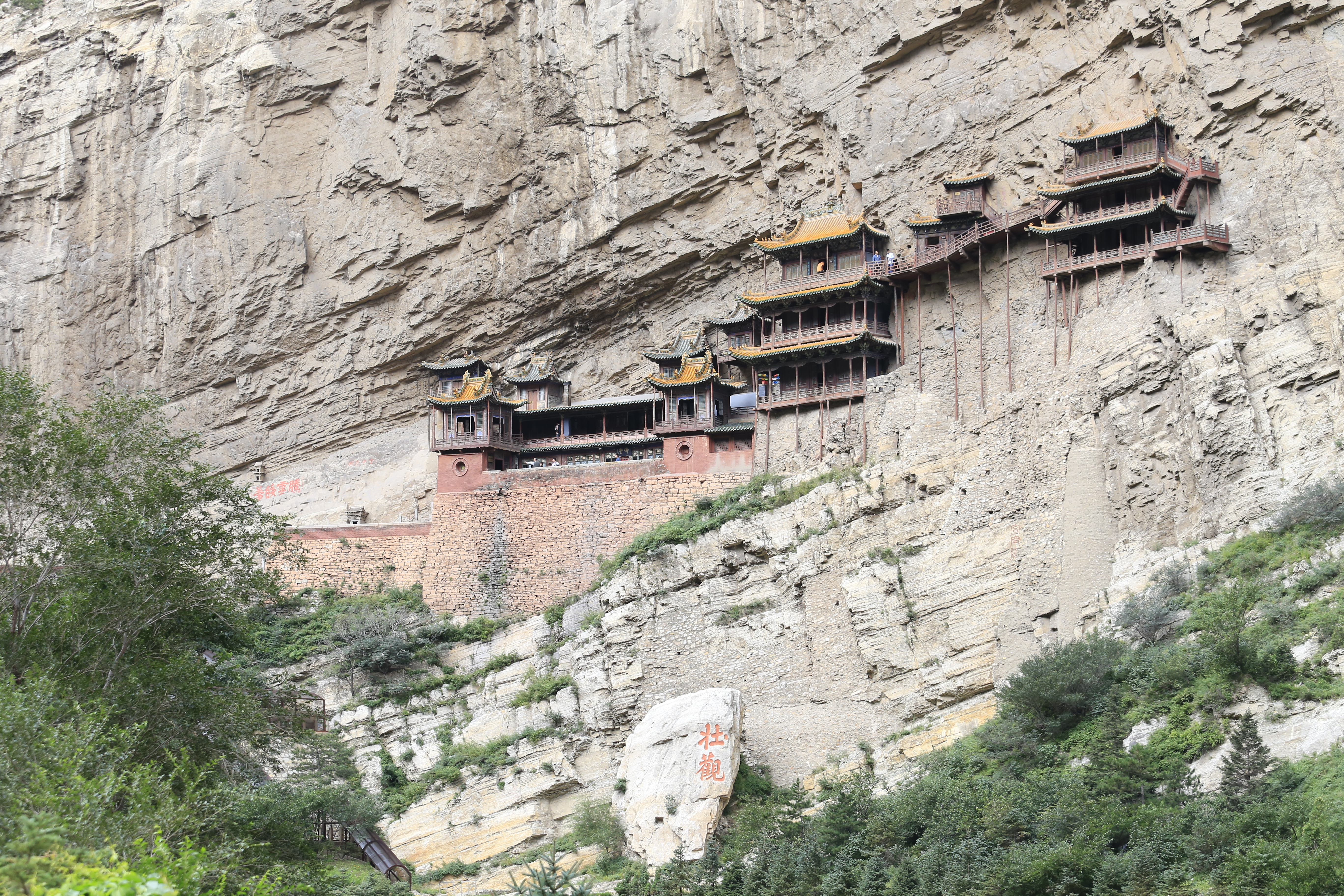
Hängendes Kloster (Xuankong Si)
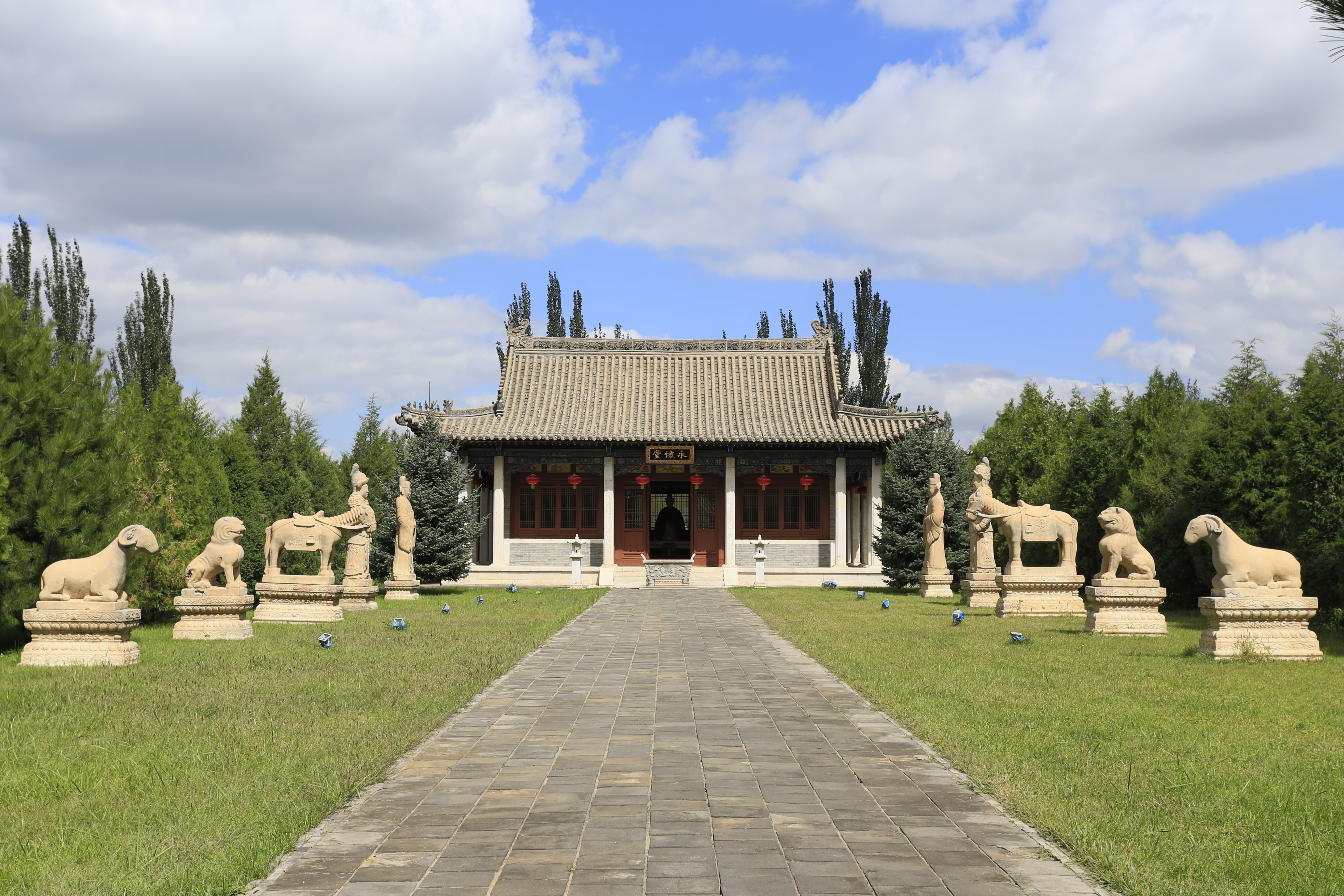
Grabstätte von Li Yumei
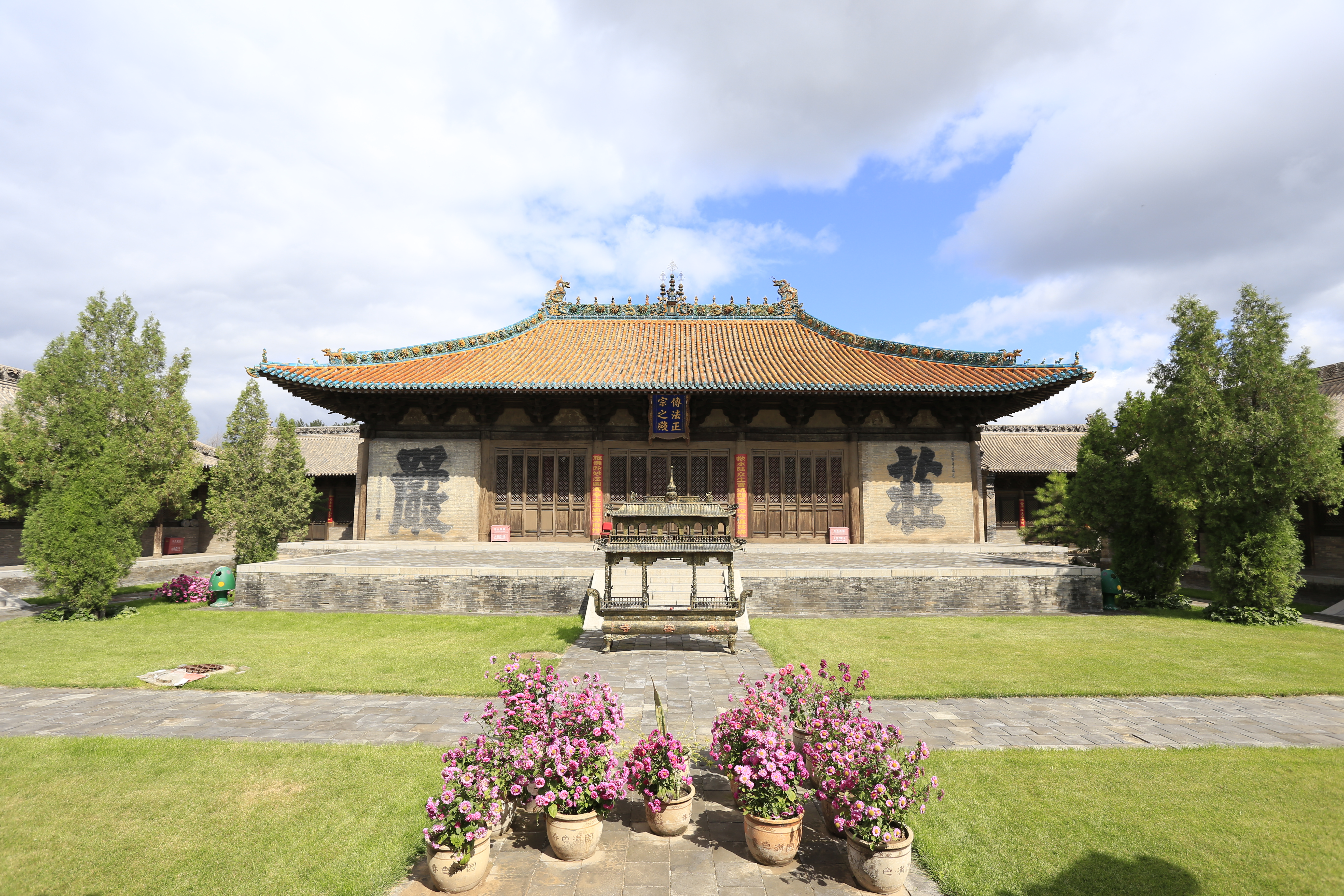
Yong'an-Tempel (Hunyuan)
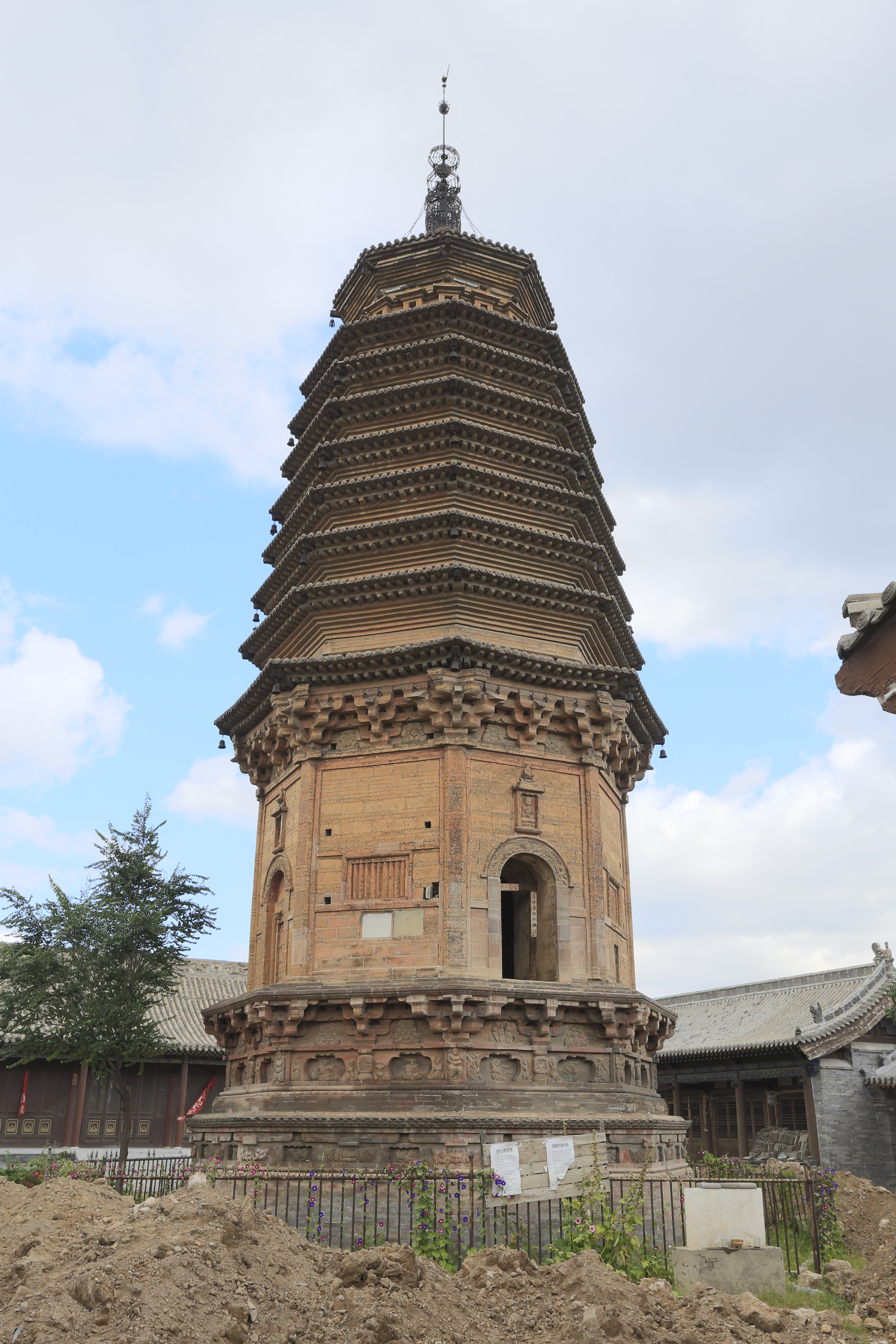
Yuanjue-Tempel-Pagode (Hunyuan) (渾源圓覺寺塔 / 浑源圆觉寺塔,  Húnyuán Yuánjué Sì Tǎ)
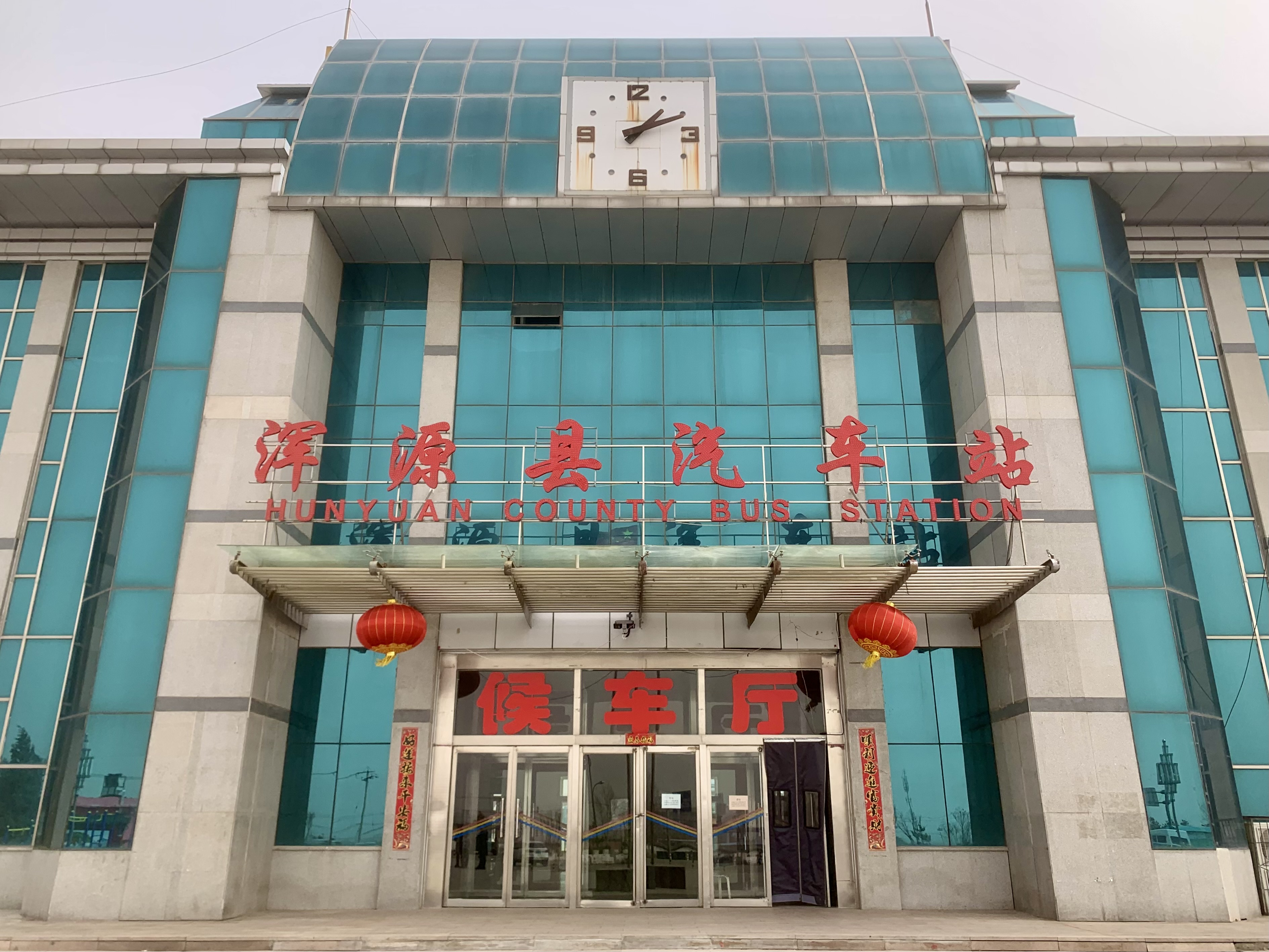
Busbahnhof